# 佩尔菲洛沃市镇
佩尔菲洛沃市镇（俄语：Перфиловское муниципальное образование）是俄罗斯联邦伊尔库茨克州图伦区所属的一个市镇。其下辖有个居民点，行政中心为佩尔菲洛沃。据2016年统计，该市镇的人口为1239人。